# 王家楫 (崇禎進士)
王家楫（？—？），號僊舟，陕西西安府三原县人，明末清初官员。

## 生平
崇祯三年（1630年）庚午科陕西乡试舉人，十三年（1640年）庚辰科進士，兵部观政。授元城县知县。
明亡仕清，顺治六年二月，由礼部郎中升江南水利道佥事。七年七月补河南汝南道佥事，九年十二月巡按王亮教弹劾其贪黩，被革职。
子王焯，康熙九年庚戌进士，官太常寺正卿。

## 引用
1. ↑  《崇禎十三年庚辰科進士三代履歷》：王家楫，曾祖宗义；祖宦，以伯赠永年同知；父秉惠，乡耆，寿官。僊舟，诗四房，己酉年三月十七日生，三原县人，庚午十名，会试二百十四名，三甲一百八十四名。兵部观政。

| 官衔        | 官衔                  | 官衔        |
| ----------- | --------------------- | ----------- |
| 前任： 許頴 | 明朝元城县知县 1640年 | 繼任： 羅璧 |